# Daniel Harrwitz
Daniel Harrwitz (29 de abril de 1823 - 9 de enero de 1884) fue un maestro de ajedrez judío alemán.
Harrwitz nació en Breslau (Wrocław) en la prusiana Provincia de Silesia. Alimentó su reputación en París, particularmente como jugador de partidas a ciegas. Perdió un match en Inglaterra contra Howard Staunton en 1846 y entabló un encuentro contra Adolf Anderssen en Alemania en 1848.
Harrwitz vivió en Inglaterra desde 1849 y fundó la British Chess Review. En 1856 se trasladó a París donde ganó un match contra Jules Arnous de Rivière. En 1858 jugó un encuentro contra Paul Morphy en París. Harrwitz ganó las dos primeras partidas, pero perdió por un contundente 5.5-2.5. Harrwitz se retiró del match, supuestamente por problemas de salud. Consecuentemente se retiró a la provincia autónoma de Bolzano en Austria, muriendo en Bolzano en 1884.
Harrwitz tuvo un resultado favorable contra Anderssen. Aunque tuvo un resultado negativo contra Morphy, fue uno de los pocos maestros que derrotó a Morphy con piezas negras. Aquí está una de sus victorias en París en 1858:
1.e4 e5 2.Cf3 d6 3.d4 exd4 4.Dxd4 Cc6 5.Ab5 Ad7 6.Axc6 Axc6 7.Ag5 Cf6 8.Cc3 Ae7 9.O-O-O O-O 10.The1 h6 11.Ah4 Ce8 12.Axe7 Dxe7 13.e5 Axf3 14.gxf3 Dg5+ 15.Rb1 dxe5 16.Txe5 Dg2 17.Cd5 Dxh2 18.Tee1 Dd6 19.Tg1 Rh7 20.De3 f5 21.Cf4 Db6 22.De2 Tf7 23.Dc4 Df6 24.Ch5 De7 25.Tde1 Dd7 26.a3 Cd6 27.Dd4 Tg8 28.Tg2 Ce8 29.Dc3 f4 30.Th1 g6 31.Thg1 Dd5 32.De1 Dxh5 33.Tg5 Dxf3 34.De6 Tf6 35.De7+ Tg7 36.Dxe8 hxg5 37.De1 Dc6 0-1